# Shinri Suzuki
Shinri Suzuki, nascido a 25 de dezembro de 1974, é um ex ciclista japonês profissional desde 2003 até 2017.

## Palmarés
| 2001 - 1 etapa do Tour da Coreia - 1 etapa do Tour de Hokkaido 2002 - Campeonato do Japão em Estrada - 1 etapa do Tour do Japão - 1 etapa do Tour de Hokkaido 2003 - Campeonato Asiático em Estrada 2004 - Campeonato Asiático em Estrada - 1 etapa do Tour do Japão - 2º no Campeonato do Japão em Estrada | 2006 - 3º no Campeonato do Japão em Estrada 2008 - 1 etapa do Tour de Coreia 2009 - 1 etapa do Tour de Taiwán - 1 etapa do Tour de Hokkaido 2010 - 1 etapa do Tour do Japão - 2º no Campeonato do Japão em Estrada |